# Mesnard-la-Barotière
Mesnard-la-Barotière ist eine französische Gemeinde mit 1.560 Einwohnern (Stand: 1. Januar 2022) im Département Vendée in der Region Pays de la Loire; sie gehört zum Arrondissement La Roche-sur-Yon und zum Kanton Montaigu-Vendée (bis 2015: Kanton Les Herbiers). Die Einwohner werden Mesnardais und Mesnardaises genannt.

## Nachbargemeinden
Mesnard-la-Barotière liegt etwa 32 Kilometer nordöstlich von La Roche-sur-Yon. Umgeben wird Mesnard-la-Barotière von den Nachbargemeinden Saint-Fulgent im Norden und Westen, Les Herbiers im Norden und Osten sowie Vendrennes im Süden.

## Bevölkerungsentwicklung
| Jahr                      | 1962 | 1968 | 1975 | 1982 | 1990 | 1999 | 2006 | 2013 | 2020 |
| Einwohner                 | 650  | 641  | 672  | 815  | 901  | 891  | 1163 | 1325 | 1538 |
| Quelle: Cassini und INSEE |      |      |      |      |      |      |      |      |      |

## Sehenswürdigkeiten
Siehe auch: Liste der Monuments historiques in Mesnard-la-Barotière
- Alte Kirche Saint-Christophe aus dem 11. Jahrhundert mit Umbauten aus dem 13. Jahrhundert
- Kirche Notre-Dame
- Altes Schloss mit Kapelle aus dem 16. Jahrhundert, seit 1987 Monument historique

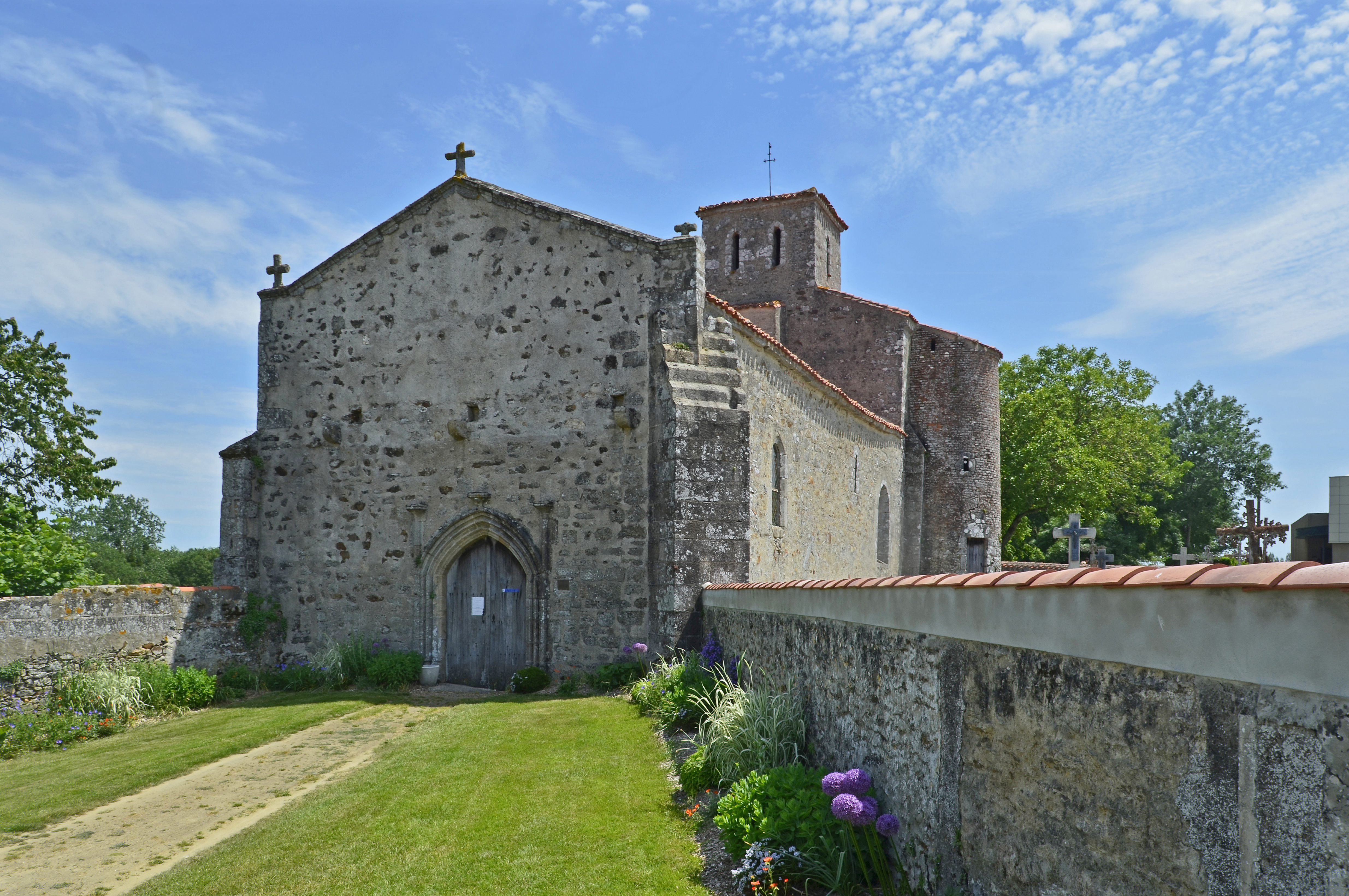
Kirche Saint-Christophe
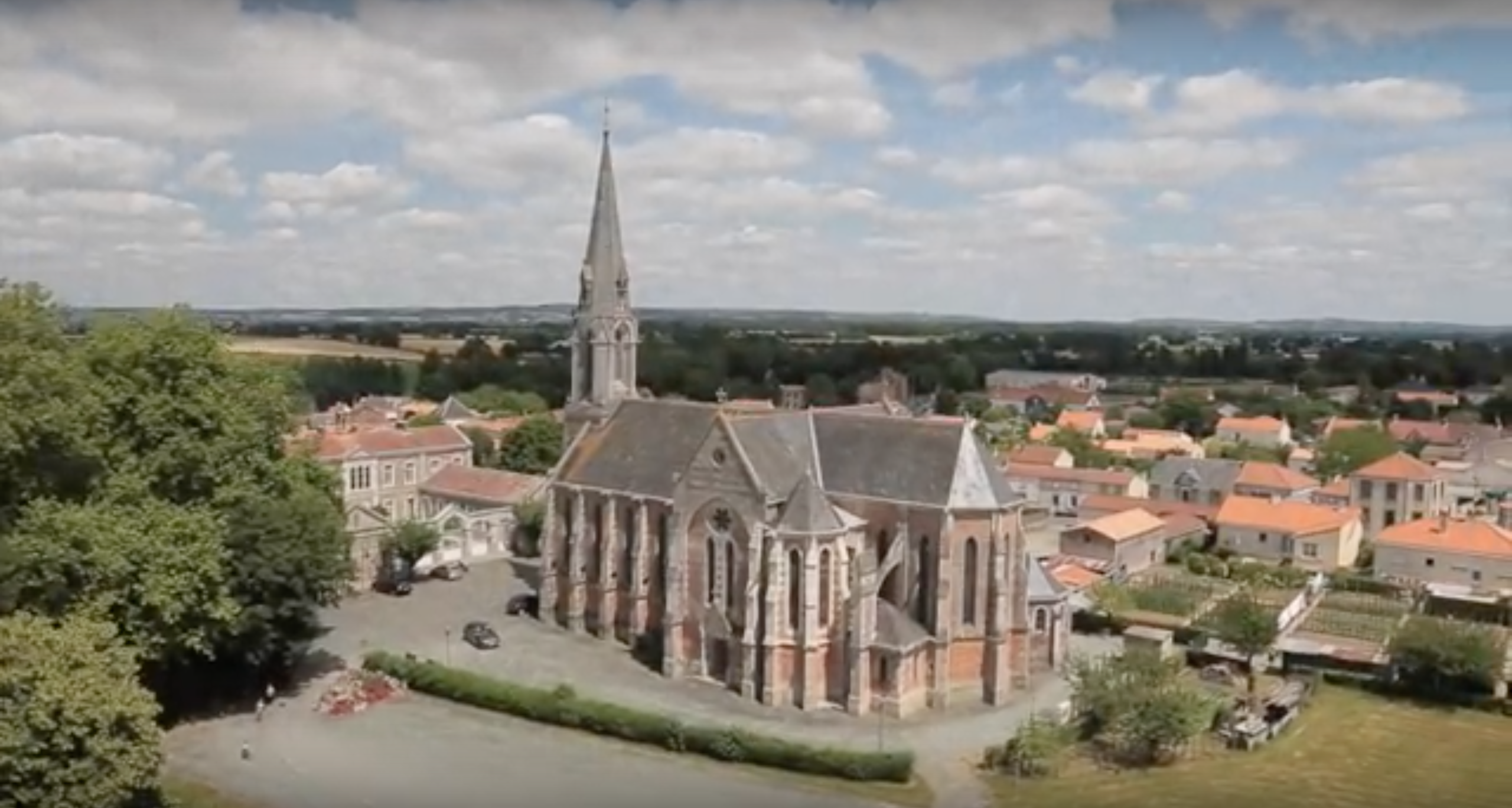
Kirche Notre-Dame